# المستأجر: قصة من ضباب لندن
المستأجر: قصة من ضباب لندن هو فيلم إثارة تم إنتاجه في المملكة المتحدة وصدر في سنة 1927. الفيلم من إخراج ألفريد هتشكوك.

## وصلات خارجية
- المستأجر: قصة من ضباب لندن على موقع IMDb (الإنجليزية)
- المستأجر: قصة من ضباب لندن على موقع الموسوعة البريطانية (الإنجليزية)
- المستأجر: قصة من ضباب لندن على موقع روتن توميتوز (الإنجليزية)
- المستأجر: قصة من ضباب لندن على موقع نتفليكس (الإنجليزية)
- المستأجر: قصة من ضباب لندن على موقع ألو سيني (الفرنسية)
- المستأجر: قصة من ضباب لندن على موقع Turner Classic Movies (الإنجليزية)
- المستأجر: قصة من ضباب لندن على موقع أول موفي (الإنجليزية)
- المستأجر: قصة من ضباب لندن على موقع فيلمافينيتي (الإسبانية)
- المستأجر: قصة من ضباب لندن على موقع قاعدة بيانات الأفلام السويدية (السويدية)
- المستأجر: قصة من ضباب لندن على موقع قاعدة بيانات الفيلم (الإنجليزية)